# Tir aux Jeux méditerranéens de 2013
Navigation
Édition précédente Édition suivante
Les épreuves de tir des Jeux méditerranéens se sont déroulées du 23 au 28 juin au champ de tir d’Erdemli. 13 épreuves figurent au programme : 8 chez les hommes et 5 chez les femmes.

## Résultats

### Hommes
| Épreuves                  | Or                        | Argent                     | Bronze                  |
| Pistolet à air 10 m       | Pablo Carrera 199,3       | Yusuf Dikec 198,7          | Damir Mikec 178,2       |
| Carabine à air 10 m       | Niccolò Campriani 206,4   | Halil Ibrahim Ozturk 202,6 | Mickael d'Halluin 180,7 |
| Fosse olympique           | Giovanni Pellielo         | Massimo Fabbrizi           | Giovanni Cernogoraz     |
| Pistolet 50 m             | Yusuf Dikec 192,8         | Francesco Bruno 191,3      | Pablo Carrera 172,0     |
| Carabine couché 50 m      | Valérian Sauveplane 209,3 | Marco De Nicolo 206,7      | Bojan Đurković 185,8    |
| Double trap               | William Chetcuti          | Antonino Barillà           | Yavuz Ilnam             |
| Skeet                     | Luigi Lodde 15            | Yórgos Achilléos 13        | Efthimios Mitas 15      |
| Carabine 3 positions 50 m | Marco De Nicolo 451,7     | Valérian Sauveplane 449,3  | Rajmond Debevec 439,3   |

### Femmes
| Épreuves                  | Or                      | Argent                | Bronze               |
| Pistolet 10 m             | Céline Goberville 202,5 | Zorana Arunović 200,6 | Petra Dobravec 176,5 |
| Fosse olympique           | Jessica Rossi           | Fatima Galvez Marin   | Alessandra Perilli   |
| Carabine à air 10 m       | Petra Zublasing 207,4   | Ivana Maksimović 207  | Émilie Évesque 185,7 |
| Pistolet 25 m             | Zorana Arunović         | Agathi Kassoumi       | Jasna Šekarić        |
| Carabine 3 positions 50 m | Ivana Maksimović 456,3  | Petra Zublasing 452,3 | Andrea Arsović 441,7 |

## Tableau des médailles
| Rang  | Nation      | Or | Argent | Bronze | Total |
| ----- | ----------- | -- | ------ | ------ | ----- |
| 1     | Italie      | 6  | 5      | 0      | 11    |
| 2     | Serbie      | 2  | 2      | 3      | 7     |
| 3     | France      | 2  | 1      | 2      | 5     |
| 4     | Turquie     | 1  | 2      | 1      | 4     |
| 5     | Espagne     | 1  | 1      | 1      | 3     |
| 6     | Malte       | 1  | 0      | 0      | 1     |
| 7     | Grèce       | 0  | 1      | 1      | 2     |
| 8     | Chypre      | 0  | 1      | 0      | 1     |
| 9     | Croatie     | 0  | 0      | 2      | 2     |
| 9     | Slovénie    | 0  | 0      | 2      | 2     |
| 11    | Saint-Marin | 0  | 0      | 1      | 1     |
| 12    | Égypte      | 0  | 0      | 0      | 0     |
| 12    | Tunisie     | 0  | 0      | 0      | 0     |
| Total | Total       | 13 | 13     | 13     | 39    |